# Sonora (fiume)
Il fiume Sonora (in spagnolo río Sonora) è un fiume messicano lungo circa 400km. Nasce nei pressi della città di Cananea, attraversa territori prevalentemente desertici appartenenti all'omonimo stato messicano, bagna Hermosillo, capitale del suddetto stato, e sfocia nel Golfo di California.
La parte terminale del fiume, tra Hermosillo e il mare, si riduce normalmente a una o più falde sotterranee (fiume criptoreico), scorrendo in modo riconoscibile in superficie solo negli anni più piovosi.